# Radioembolización hepática
La radioembolización hepática consiste en un método terapéutico de tumores hepáticos no candidatos a cirugía, tanto primarios como secundarios, mediante la infusión vía intraarterial de microesferas cargadas con el radioisótopo Itrio 90 (emisor beta), siguiendo un procedimiento de Radiología Intervencionista. El radioisótopo se infunde en las arterias hepáticas y consigue aplicar selectivamente altas dosis de radiación intratumoral, respetando el parénquima hepático sano adyacente (o al menos recibiendo éste unas dosis de radiación no lesivas). El tamaño de partículas utilizado hace que la embolización arterial sea mínima (partículas de vidrio), lo que permite tratar a enfermos con trombosis venosa (portal) asociada. La indicación de la técnica pasa necesariamente por un enfoque médico multidisciplinar y la discusión individualizada de cada uno de los posibles candidatos.